# باول دي بيلا
باول دي بيلا (بالإنجليزية: Paul Di Bella) هو منافس ألعاب قوى أسترالي، ولد في 12 فبراير 1977 في إنغهام في أستراليا.

## وصلات خارجية
- باول دي بيلا على موقع الاتحاد الدولي لألعاب القوى (الإنجليزية)
- باول دي بيلا على موقع النتائج التاريخية لألعاب القوى الأسترالية (الإنجليزية)
- باول دي بيلا على موقع أوليمبيديا (الإنجليزية)
- باول دي بيلا على موقع اللجنة الأولمبية الأسترالية (الإنجليزية)
- باول دي بيلا على موقع اتحاد ألعاب الكومنولث (مؤرشف) (الإنجليزية)